# Baseball aux Jeux olympiques d'été de 2020
Navigation
Pékin 2008
Le tournoi de baseball  lors des Jeux olympiques d'été de 2020 devait avoir lieu du 29 juillet au 8 août 2020 à Tokyo au Japon, et a été reporté du 28 juillet au 7 août 2021. La compétition rassemble six équipes masculines. Les rencontres se déroulent au sein du Yokohama Stadium et du Stade de baseball Fukushima Azuma.

## Acteurs du tournoi

### Qualifications
| Compétition                                       | Date                 | Lieu                     | Places | Qualifiés              |
| ------------------------------------------------- | -------------------- | ------------------------ | ------ | ---------------------- |
| Pays organisateur                                 |                      |                          | 1      | Japon                  |
| Tournoi de qualification olympique Afrique/Europe | 18-22 septembre 2019 | Parme et Bologne, Italie | 1      | Israël                 |
| WBSC Premier 12 2019                              | 2–17 novembre 2019   | Tokyo, Japon             | 2      | Mexique Corée du Sud   |
| Tournoi de qualification olympique Amérique       | 31 mai-5 juin 2021   | Floride, États-Unis      | 1      | États-Unis             |
| Tournoi qualificatif olympique final              | 22-26 juin 2021      | Puebla, Mexique          | 1      | République dominicaine |
| Total                                             |                      |                          | 6      |                        |

## Compétition

### Premier tour
Le premier tour consiste en une phase de classement dans deux groupes de trois équipes. L'équipe qui finit à la première place de sa poule est qualifiée directement pour le deuxième tour de la phase finale.
| Pl. | Équipe                 | J | V | D | PP | PC | %     |
| --- | ---------------------- | - | - | - | -- | -- | ----- |
| 1   | Japon                  | 2 | 2 | 0 | 11 | 7  | 1.000 |
| 2   | République dominicaine | 2 | 1 | 1 | 4  | 4  | 0.500 |
| 3   | Mexique                | 2 | 0 | 2 | 4  | 8  | 0.000 |

| Pl. | Équipe       | J | V | D | PP | PC | %     |
| --- | ------------ | - | - | - | -- | -- | ----- |
| 1   | États-Unis   | 2 | 2 | 0 | 12 | 3  | 1.000 |
| 2   | Corée du Sud | 2 | 1 | 1 | 8  | 9  | 0.500 |
| 3   | Israël       | 2 | 0 | 2 | 6  | 14 | 0.000 |

### Phase finale
La phase finale est assez complexe puisqu'elle débute par des huitièmes de finale, et offre une possibilité supplémentaire à l'équipe perdante de participer à un match de repêchage.
|  | Huitièmes de finale    | Huitièmes de finale    | Huitièmes de finale | Huitièmes de finale |                        |                        | Quarts de finale | Quarts de finale | Quarts de finale | Quarts de finale |   |  | Demi-finales | Demi-finales | Demi-finales | Demi-finales |  |  | Finale | Finale | Finale | Finale |
|  |                        |                        |                     |                     |                        |                        |                  |                  |                  |                  |   |  |              |              |              |              |  |  |        |        |        |        |
|  | match #1               | match #1               | match #1            | match #1            |                        |                        | match #3         | match #3         | match #3         | match #3         |   |  | match #7     | match #7     | match #7     | match #7     |  |  | Finale | Finale | Finale | Finale |
|  | Mexique                | Mexique                | 5                   | 5                   |                        |                        | match #3         | match #3         | match #3         | match #3         |   |  | match #7     | match #7     | match #7     | match #7     |  |  | Finale | Finale | Finale | Finale |
|  | Mexique                | Mexique                | 5                   | 5                   |                        |                        | match #3         | match #3         | match #3         | match #3         |   |  | match #7     | match #7     | match #7     | match #7     |  |  | Finale | Finale | Finale | Finale |
|  | Israël                 | Israël                 | 12                  | 12                  |                        |                        | match #3         | match #3         | match #3         | match #3         |   |  | match #7     | match #7     | match #7     | match #7     |  |  | Finale | Finale | Finale | Finale |
|  | Israël                 | Israël                 | 12                  | 12                  | Israël                 | Israël                 | 1                | 1                |                  |                  |   |  | match #7     | match #7     | match #7     | match #7     |  |  | Finale | Finale | Finale | Finale |
|  | match #2               |                        |                     |                     | Israël                 | Israël                 | 1                | 1                |                  |                  |   |  | match #7     | match #7     | match #7     | match #7     |  |  | Finale | Finale | Finale | Finale |
|  |                        |                        | Corée du Sud        | Corée du Sud        | 11                     | 11                     |                  |                  |                  |                  |   |  | match #7     | match #7     | match #7     | match #7     |  |  | Finale | Finale | Finale | Finale |
|  | République dominicaine | République dominicaine | Corée du Sud        | Corée du Sud        | 11                     | 11                     | 3                | 3                |                  |                  |   |  | match #7     | match #7     | match #7     | match #7     |  |  | Finale | Finale | Finale | Finale |
|  | République dominicaine | République dominicaine | match #4            |                     |                        |                        | 3                | 3                |                  |                  |   |  | match #7     | match #7     | match #7     | match #7     |  |  | Finale | Finale | Finale | Finale |
|  | Corée du Sud           | Corée du Sud           | 4                   | 4                   |                        |                        |                  |                  |                  |                  |   |  | match #7     | match #7     | match #7     | match #7     |  |  | Finale | Finale | Finale | Finale |
|  | Corée du Sud           | Corée du Sud           | 4                   | 4                   | Corée du Sud           | Corée du Sud           | 2                | 2                |                  |                  |   |  |              |              |              |              |  |  | Finale | Finale | Finale | Finale |
|  |                        |                        |                     |                     | Corée du Sud           | Corée du Sud           | 2                | 2                |                  |                  |   |  |              |              |              |              |  |  | Finale | Finale | Finale | Finale |
|  |                        |                        | Japon               | Japon               | 5                      | 5                      |                  |                  |                  |                  |   |  |              |              |              |              |  |  | Finale | Finale | Finale | Finale |
|  |                        |                        |                     |                     | 5                      | 5                      |                  |                  |                  |                  |   |  |              |              |              |              |  |  | Finale | Finale | Finale | Finale |
|  |                        | match #8               |                     |                     |                        |                        |                  |                  |                  |                  |   |  |              |              |              |              |  |  | Finale | Finale | Finale | Finale |
|  |                        |                        |                     |                     |                        |                        |                  |                  |                  |                  |   |  |              |              |              |              |  |  | Finale | Finale | Finale | Finale |
|  | Japon                  | Japon                  | 7                   | 7                   |                        |                        |                  |                  |                  |                  |   |  |              |              |              |              |  |  | Finale | Finale | Finale | Finale |
|  | Japon                  | Japon                  | 7                   | 7                   |                        |                        |                  |                  |                  |                  |   |  |              |              |              |              |  |  | Finale | Finale | Finale | Finale |
|  |                        |                        | États-Unis          | États-Unis          | 6                      | 6                      |                  |                  |                  |                  |   |  |              |              |              |              |  |  | Finale | Finale | Finale | Finale |
|  |                        |                        |                     |                     | 6                      | 6                      |                  |                  |                  |                  |   |  |              |              |              |              |  |  | Finale | Finale | Finale | Finale |
|  |                        | match #6               |                     |                     |                        |                        |                  |                  |                  |                  |   |  |              |              |              |              |  |  | Finale | Finale | Finale | Finale |
|  |                        |                        |                     |                     |                        |                        |                  |                  |                  |                  |   |  |              |              |              |              |  |  | Finale | Finale | Finale | Finale |
|  | Japon                  | Japon                  | 2                   | 2                   |                        |                        |                  |                  |                  |                  |   |  |              |              |              |              |  |  |        |        |        |        |
|  | Japon                  | Japon                  | 2                   | 2                   | match #5               |                        |                  |                  |                  |                  |   |  |              |              |              |              |  |  |        |        |        |        |
|  |                        |                        | États-Unis          | États-Unis          | 0                      | 0                      |                  |                  |                  |                  |   |  |              |              |              |              |  |  |        |        |        |        |
|  | République dominicaine | République dominicaine | États-Unis          | États-Unis          | 0                      | 0                      | 7                | 7                |                  |                  |   |  |              |              |              |              |  |  |        |        |        |        |
|  | République dominicaine | République dominicaine |                     |                     |                        |                        |                  | 7                |                  |                  |   |  |              |              |              |              |  |  |        |        |        |        |
|  | Israël                 | Israël                 | 6                   | 6                   |                        |                        |                  |                  |                  |                  |   |  |              |              |              |              |  |  |        |        |        |        |
|  | Israël                 | Israël                 | 6                   | 6                   | République dominicaine | République dominicaine | 1                | 1                |                  |                  |   |  |              |              |              |              |  |  |        |        |        |        |
|  |                        |                        |                     |                     | République dominicaine | République dominicaine | 1                | 1                |                  |                  |   |  |              |              |              |              |  |  |        |        |        |        |
|  |                        |                        | États-Unis          | États-Unis          | 3                      | 3                      |                  |                  |                  |                  |   |  |              |              |              |              |  |  |        |        |        |        |
|  |                        |                        |                     |                     | 3                      | 3                      |                  |                  |                  |                  |   |  |              |              |              |              |  |  |        |        |        |        |
|  |                        |                        |                     |                     |                        |                        |                  |                  |                  |                  |   |  |              |              |              |              |  |  |        |        |        |        |
|  |                        |                        |                     |                     |                        |                        |                  |                  |                  |                  |   |  |              |              |              |              |  |  |        |        |        |        |
|  | États-Unis             | États-Unis             | 7                   | 7                   |                        |                        |                  |                  |                  |                  |   |  |              |              |              |              |  |  |        |        |        |        |
|  | États-Unis             | États-Unis             | 7                   | 7                   |                        |                        |                  |                  |                  |                  |   |  |              |              |              |              |  |  |        |        |        |        |
|  |                        |                        | Corée du Sud        | Corée du Sud        | 2                      | 2                      |                  |                  |                  |                  |   |  |              |              |              |              |  |  |        |        |        |        |
|  |                        |                        |                     |                     | 2                      | 2                      |                  |                  |                  |                  |   |  |              |              |              |              |  |  |        |        |        |        |
|  |                        |                        |                     |                     |                        |                        |                  |                  |                  |                  |   |  |              |              |              |              |  |  |        |        |        |        |
|  |                        |                        |                     |                     |                        |                        |                  |                  |                  |                  |   |  |              |              |              |              |  |  |        |        |        |        |
|  |                        |                        |                     |                     | Troisième place        |                        |                  |                  |                  |                  |   |  |              |              |              |              |  |  |        |        |        |        |
|  |                        |                        |                     |                     |                        |                        |                  |                  |                  |                  |   |  |              |              |              |              |  |  |        |        |        |        |
|  |                        |                        |                     |                     |                        |                        |                  |                  |                  |                  |   |  |              |              |              |              |  |  |        |        |        |        |
|  |                        |                        |                     |                     |                        |                        |                  |                  |                  |                  |   |  |              |              |              |              |  |  |        |        |        |        |
|  |                        |                        |                     |                     |                        |                        |                  | Corée du Sud     | Corée du Sud     | 6                | 6 |  |              |              |              |              |  |  |        |        |        |        |
|  |                        |                        |                     |                     |                        |                        |                  | Corée du Sud     | Corée du Sud     | 6                | 6 |  |              |              |              |              |  |  |        |        |        |        |
|  | République dominicaine | République dominicaine | 10                  | 10                  |                        |                        |                  |                  |                  |                  |   |  |              |              |              |              |  |  |        |        |        |        |
|  |                        |                        |                     |                     |                        |                        |                  |                  |                  |                  |   |  |              |              |              |              |  |  |        |        |        |        |

## Résultats

### Médaillés
| Or | Argent | Bronze |
| Japon Kōyō Aoyagi Hideto Asamura Sōsuke Genda Hiromi Itoh Suguru Iwazaki Takuya Kai Ryosuke Kikuchi Kensuke Kondo Ryoji Kuribayashi Ryoya Kurihara Masato Morishita Munetaka Murakami Yūdai Ōno Hayato Sakamoto Kodai Senga Seiya Suzuki Kaima Taira Masahiro Tanaka Ryutaro Umeno Tetsuto Yamada Yoshinobu Yamamoto Yuki Yanagita Yasuaki Yamasaki Masataka Yoshida | États-Unis Nick Allen Eddy Alvarez Tyler Austin Shane Baz Anthony Carter Triston Casas Brandon Dickson Tim Federowicz Eric Filia Todd Frazier Anthony Gose Edwin Jackson Scott Kazmir Patrick Kivlehan Mark Kolozsvary Jack López Nick Martinez Scott McGough David Robertson Joe Ryan Ryder Ryan Simeon Woods Richardson Bubba Starling Jamie Westbrook | République dominicaine Darío Álvarez Gabriel Arias Jairo Asencio Roldani Baldwin José Bautista Emilio Bonifácio Melky Cabrera Luis Felipe Castillo Jumbo Díaz Juan Francisco Junior García Jeison Guzmán Jhan Mariñez Erick Mejia Cristopher Mercedes Johan Mieses Gustavo Núñez Yefri Pérez Denyi Reyes Julio Rodríguez Ramón Rosso Ángel Sánchez Charlie Valerio |

### Classement final
| Pl.                                 | Sélection              |
| ----------------------------------- | ---------------------- |
| Médaille d'or, Jeux olympiques      | Japon                  |
| Médaille d'argent, Jeux olympiques  | États-Unis             |
| Médaille de bronze, Jeux olympiques | République dominicaine |
| 4                                   | Corée du Sud           |
| 5                                   | Israël                 |
| 6                                   | Mexique                |